# Киндикты
Киндикты (каз. Кіндікті) — село в Аксуатском районе Абайской области Казахстана. Административный центр Киндиктинского сельского округа. Код КАТО — 635849100.

## Население
В 1999 году население села составляло 1058 человек (540 мужчин и 518 женщин). По данным переписи 2009 года, в селе проживало 570 человек (316 мужчин и 254 женщины).